# 尺振八
尺 振八（せき しんぱち、1839年9月16日〈天保10年8月9日〉 - 1886年〈明治19年〉11月28日）は江戸時代末期から明治時代初期にかけての日本の洋学者、教育者。旧幕臣。英学校「共立学舎」創設者。

## 来歴
江戸佐久間町（現・東京都千代田区神田佐久間町）生まれ。父は高岡藩医・鈴木伯寿。中浜万次郎、西吉十郎に英語を学ぶ。安政末年（1860年）に尺を名乗る。文久元年（1861年）、幕府に出仕し、同年の文久遣欧使節に福澤諭吉らと翻訳方として同行、続いて文久3年（1863年）の横浜鎖港談判使節団にも同行。明治元年（1868年）、神戸のアメリカ公使館で通詞を務め、江戸開城後は横浜に移り英語塾を開く傍ら、アメリカ公使館の通詞を務めた。この年の9月から11月の3ヶ月間、旧幕府軍脱走兵の伊庭八郎を横浜の自宅に匿っている。
明治3年（1870年）に共立学舎を両国に創設した。その後、共立学舎は、自由民権運動闘士の溜まり場と化したため、閉鎖された。明治5年（1872年）に大蔵省に出仕し、翻訳局長となる。明治8年（1875年）に辞職し、英語教育に専念した。門下に島田三郎、田口卯吉がいる。明治19年（1886年）、肺結核で死亡した。死に際して、結核を蔓延させないために遺品一切を焼却するよう遺言し、Rまで編集が進んでいた英語辞書の原稿もそれに従って焼却された。
ハーバート・スペンサーの著書を翻訳した『斯氏教育論』の中で「sociology」の訳語として「社会学」という言葉を初めて使用した。

## 家族

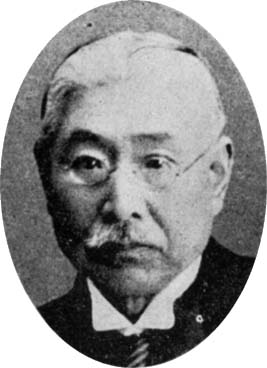
尺秀三郎

- 父・鈴木伯寿 ‐ 高岡藩医。上総出身、奥医師の辻元崧庵に師事し、 下総高岡藩主・ 井上氏の御典医を務めた。[5]
- 母 ‐ 伯寿の後妻[5]
- 従兄・尺兼治 ‐ 御家人。振八は幕臣になるためと昌平黌入学のために兼治の義弟となる。[5]
- 妻・キク ‐ 振八28歳、キク27歳の結婚。[5]
- 子・尺磯太郎[6][7]
- 養子・尺秀三郎（1862－1934[8]） ‐ 尺振八の晩年の弟子で教育者。振八の七回忌にキクの養子として尺家を継ぐまでは遠藤秀三郎と名乗っていた[9]。常陸国石岡藩士・曾我銈次郞の三男で、上京して漢詩人・鱸松塘の七曲塾で学んだのち、振八の共立学舎で外国語を学び、三菱商船学校から東京師範学校へ転学[9]。卒業後学習院助教を経て文部省で湯本武比古らと尋常小学読本の編纂を担当したのち、1889年にドイツへ留学し、ライプチヒ大学で3年間教育学などを学ぶ[9]。東京美術学校、東京外国語学校教授などを経て、東京振武学校教頭、大日本図書編輯所長、攻玉社中学校・高等学校校長、九段精華高等女学校校長を務めた[9]。

秀三郎家
- 妻・ゑん（埏子、1972年生） ‐ 山本直良の妹[10][11]
- 長男・尺秀実（1895年生） ‐ 妻の冨美子は浜岡光哲の孫。[12]
- 長女・イクヨ（1899年生） ‐ 清水組副社長・清水俊雄（清水釘吉長男）の妻。[13]
- 妹・鏗示（1873年生） ‐ 黒田定治の妻[14]

## 著作
著書・編書
- 『傍訓 英語韵礎』 須藤時一郎共述、共立学舎、1872年、OCLC 241298568
- 『明治 英和字典』 六合館、1885 - 1889年（8冊）
  - 『明治 英和字典』 六合館、1889年合冊
  - 『明治 英和字典』 ゆまに書房〈近代日本英学資料〉、1995年3月、ISBN 4-89668-911-9

訳書
- 『斯氏教育論』 文部省、1880年4月
ハーバート・スペンサー Education: Intellectual, Moral, Phycical の翻訳。
  - 吉野作造編輯代表 『明治文化全集 第十巻 教育篇』 日本評論社、1928年3月 ／ 明治文化研究会編 『明治文化全集 第十八巻 教育篇』 日本評論社、1967年12月 ／ 明治文化研究会編 『明治文化全集 第十一巻 教育篇』 日本評論社、1992年10月、ISBN 4-535-04251-9
  - 『斯氏教育論』 国書刊行会〈明治教育古典叢書〉、1980年11月